# Phronia oreas
Phronia oreas är en tvåvingeart som beskrevs av Gagne 1975. Phronia oreas ingår i släktet Phronia och familjen svampmyggor.
Artens utbredningsområde är Idaho. Inga underarter finns listade i Catalogue of Life.